# Ólafur Ingi Skúlason
Ólafur Ingi Skúlason est un footballeur international islandais, né le 1er avril 1983 à Reykjavik en Islande. Il joue comme milieu défensif.

## Sélection nationale
En sélection depuis le 19 novembre 2003 et un match amical face au Mexique (0-0), Ólafur Ingi Skúlason est appelé sporadiquement entre 2003 et 2008.
Il commence à s'installer en sélection à partir de 2009, devenant un titulaire régulier.
Il fait partie de la liste des 23 joueurs islandais sélectionnés pour disputer la Coupe du monde de 2018 en Russie. Il n'y jouera aucun des trois matchs de poules face à l'Argentine, le Nigeria et la Croatie. Les Islandais sont éliminés dès la phase de groupes.

## Palmarès
- Vice-champion de Belgique 2013 avec SV Zulte Waregem